# Будинок готелю «Вікторія»
«Вікторія» — колишній готель Кременчука. Будівля, де розташовувався готель, є однією з небагатьох збудованих до Жовтневого перевороту споруд Кременчука, що збереглися до сьогодні. Наразі є пам'яткою архітектури місцевого значення та використовується як житловий будинок.

## Історія
Готель був збудований на вулиці Херсонській (зараз — вулиця Лейтенанта Покладова), одній із найбільш людних вулиць міста, в період до 1884 року. Навпроти розташовувався готель «Пальміра». «Вікторія» вважалась найпопулярнішим та найпрестижнішим готелем міста. Один з гостей писав: «Готель „Вікторія“ майже такий же гарний, як „Гранд-отель“ в Парижі».

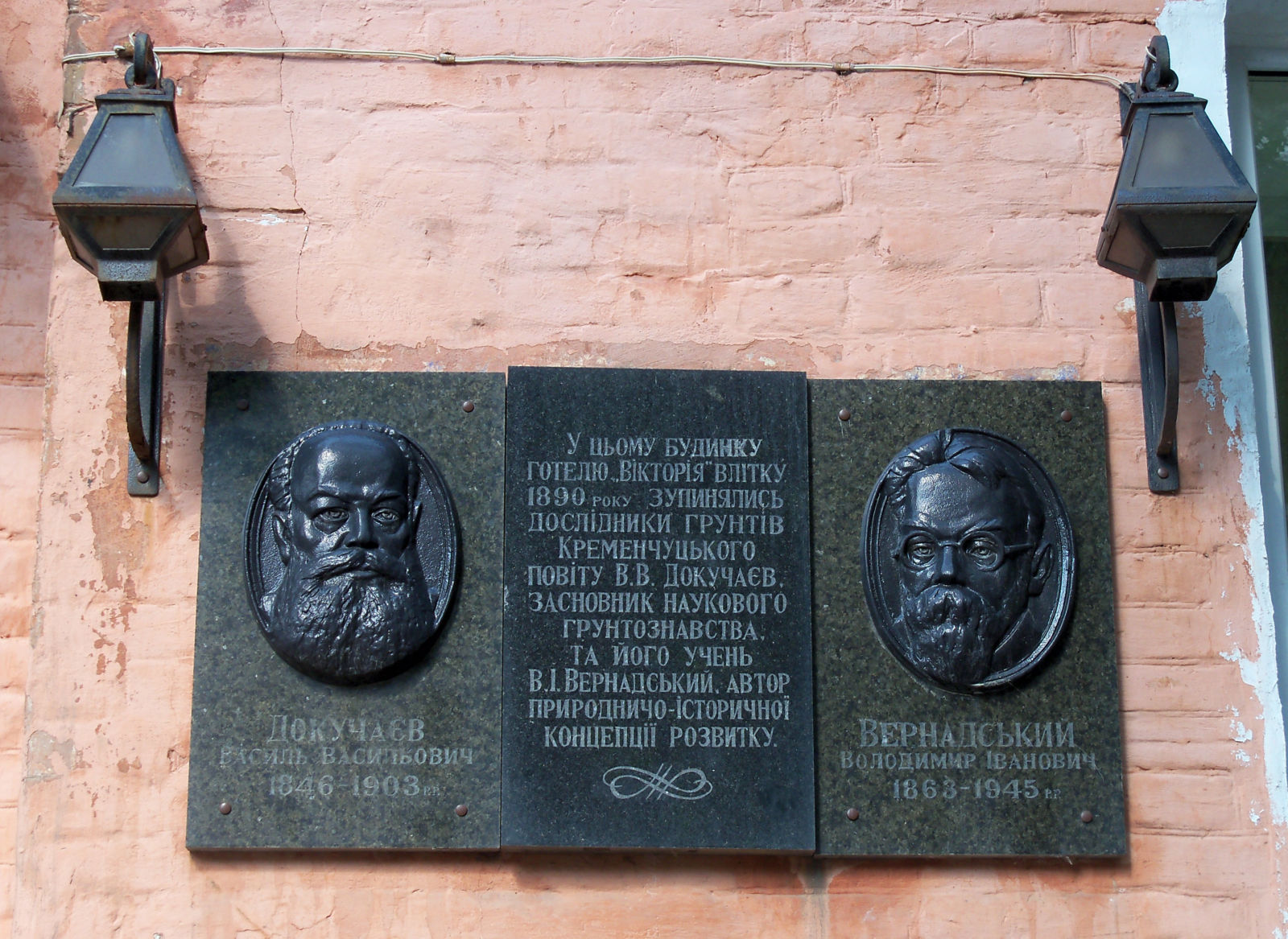
Меморіальна дошка на честь вчених В. В. Докучаєва та В. І. Вернадського

1890 року до Кременчука прибула наукова експедиція під керівництвом відомого російського вченого-ґрунтознавця Василя Васильовича Докучаєва. Докучаєв зупинився у «Вікторії», тут же, за його рекомендацією, зупинився й майбутній президент Української академії наук Володимир Іванович Вернадський, який був членом експедиції. 19 квітня 2001 року на фасаді будівлі було встановлено меморіальну дошку в пам'ять цих вчених (автори: Микола Анісімов та Анатолій Котляр).
1913 року в готелі зупинялися поет Ігор Сєверянин та поет і письменник Федір Сологуб, які виступали в Пушкінській народній аудиторії Кременчука. Обидва вони обідали та вечеряли в ресторані готелю «Пальміра». Ігор Сєверянин пізніше писав у своїх спогадах: «Мы сидим в отдельном кабинете какого-то отеля. Вероятно, это был „Бристоль“ или „Астория“, ибо в каком же уважающем себя городе нет гостиницы с такими наименованиями?»
Готель «Вікторія» був закритий після подій 1917 року. На першому поверсі будинку розмістився штаб Червоної гвардії. У 1920-х роках на другому поверсі знаходилася редакція газети «Новый путь». У 1930-х роках на першому поверсі розмістилась організація Торгзін (Всесоюзне об'єднання по торгівлі з іноземцями), всі відділення якого були ліквідовані 1936 року.
Будівля вціліла під час німецько-радянської війни, коли було зруйновано більш ніж 90 відсотків споруд міста. 30 вересня 1943 року, після звільнення Кременчука, вулицями міста урочистим маршем пройшли бійці взводу охорони Гвардійського Знамені 17-го Гвардійського парашутно-десантного полку. Пройшовши через парк МЮДа, по вулиці Леніна (зараз — Соборна) до центру міста, взвод установив знамено у вікні третього поверху колишнього готелю.
Після Другої світової війни в будинку довгий час мешкав головний архітектор Кременчука Лев Миронович Шлапаковський, який опікувався комплексною відбудовою зруйнованого міста.
Станом на 2016 рік балкони історичної будівлі, пам'ятки архітектури, перебувають в аварійному стані.

## Опис
Будівля триповерхова, цегляна, нетинькована, фарбована, у плані прямокутна. Композиція симетрична. Фасад складається з дещо заглибленого головного та двох бокових ризалітів, які завершуються аттиками. У центрі 3-го поверху розміщений еркер з півкупольним дашком і таким самим низом. Центральний ризаліт увінчаний лучковим фронтоном.  У центральній частині 2 поверху та на еркері вікна арочні, решта прямокутні. У бокових ризалітах вгорі геометричний фриз, на 2 і 3 поверхах є балкони; чавунні балконні решітки 2 поверху мають геометричний узор, 3 поверху – витий. Дах чотирисхилий, укритий бляхою.

## Меморіальні дошки
У 1890 р. тут, за припущеннями деяких дослідників, зупинялися видатний вчений, засновник наукового грунтознавства В. В. Докучаєв і його учень В.І. Вернадський, який пізніше став першим президентом АН України. Вони досліджували чорноземи Полтавщини. Про це свідчить меморіальна дошка на фасаді будинку.
Дошка  (60*120 см) з чорного габро, складається з 3-х частин. Зліва і справа барельєфні портрети В.В.Докучаєва та В.І.Вернадського (полімерне лиття) з підписами під ними «Докучаєв Василь Васильович, 1846-1903 рр.», «Вернадський Володимир Іванович, 1863-1943 рр.»; посередині текст «У цьому будинку готелю «Вікторія» влітку 1890 р. зупинялись дослідники ґрунтів Кременчуцького повіту В.В.Докучаєв, засновник наукового ґрунтознавства, та його учень В.І.Вернадський, автор природничо-історичної концепції розвитку» (автори М. Анісімов та А. Котляр). Відкрита 19.04.2001 року. Пообіч дошки два стилізовані під старовину ліхтарі.